# George Henry Williams
George Henry Williams (New Lebanon, 1823. március 26. – Portland, 1910. április 4.) az Amerikai Egyesült Államok szenátora (Oregon, 1865–1871).